# Ернст Трьольч
Ернст Трьольч, Ернст Трельч (нім. Ernst Troeltsch, 17 лютого 1865 — 1 лютого 1923) — німецький теолог, філософ культури, соціолог і ліберальний політик.

## Життєпис
Навчався в Аугсбурзькому, Ерлангенському, Берлінському та Геттінгенському університетах.
У 1891 році стає приват-доцентом.
З 1892 року — ординарний професор систематичної теології в Боннському і Гейдельберзькому університетах.
У 1912 році обраний членом-кореспондентом Прусської академії наук.
З 1915 року — ординарний професор філософії в Берлінському університеті.

## Наукова діяльність
Його роботи є синтезом теології Альбрехта Річля, соціологічної концепції Макса Вебера і неокантіанства Баденської школи. Твір «Соціальні вчення християнських церков» містить плідні ідеї в цій галузі. Розробляв поняття «секта як творчий період становлення релігійної організації».
Вивченням спадщини Ернста Трьольча займається міжнародне товариство Ernst-Troeltsch-Gesellschaft, в яке входять теологи, релігієзнавці, культурологи, історики, філософи і соціологи.

## Особисте життя
Під час навчання в університеті він зазнавав труднощів у студентському братстві через свою гомосексуальність.